# SN 1996am
SN 1996am – supernowa typu Ia odkryta 12 lipca 1996 roku w galaktyce A214607-4400. W momencie odkrycia miała maksymalną jasność 19,00m.